# Yuejiang
Yuejiang (chiń. upr. 悦江区; chiń. trad. 悅江區; pinyin Yuèjiāng Qū) – dzielnica miasta Tongling w prowincji Anhui we wschodniej części Chińskiej Republiki Ludowej.